# Одолянув (гмина)
Одолянув (пол. Odolanów) — гмина (волость) в Польше, входит как административная единица в Острувский повет (Великопольское воеводство), Великопольское воеводство. Население — 13 825 человек (на 2004 год).

## Сельские округа
1. Бабы
2. Боникув
3. Гарки
4. Глисница
5. Гожице-Мале
6. Хута
7. Качоры
8. Набышице
9. Надставки
10. Рачице
11. Свеца
12. Тархалы-Мале
13. Тархалы-Вельке
14. Уцехув
15. Вежбно